# Едуард Олби
Едуард Олби (на английски: Edward Albee; 12 март 1928 – 16 септември 2016) е американски драматург, известен с пиесите си „Случка в зоопарка“ (1958), „Деликатно равновесие“ (1966), „Кой се страхува от Вирджиния Улф?“ (1962), „Смъртта на Беси Смит“ и др. Три от пиесите са удостоени с награда Пулицър за драма, а две – с награда Тони за най-добра пиеса.

## Биография
Той пише първата си пиеса („Случка в зоопарка“) на 30-годишна възраст. Ранните му пиеси (1950-те и 1960-те) са американски вариант на театъра на абсурда. Следващите му пиеси изследват психологията на съзряването, брака и сексуалните връзки.
Според Георги Марков по-късните пиеси са по-съвършени и реалистични, по-близки до зрителя, докато в по-ранните има „чудна екстравагантност и нелогични протуберанси на внезапно проникновение и потресающа истинност“. В по-късни свои творби Олби продължава да експериментира, като например в пиесата „Козата, или коя е Силвия?“ (2002).
Освен това, Едуард Олби адаптира редица романи за театралната сцена, сред тях „Закуска в Тифани“ на Труман Капоти, „Всичко в градината“ на Дж. Купър, „Лолита“ на Набоков и др.

## Личен живот
Олби е гей. Осъзнава сексуалната си ориентация на 12-годишна възраст. Някои от персонажите в пиесите му са хомосексуални.
Живее на семейни начала със скулптора Джонатан Томас до смъртта на Томас през 2005 г.
Едуард Олби умира в дома си в Монток, Ню Йорк на 88 години на 16 септември 2016 г.

## В България
В края на 1960-те „Кой се страхува от Виржиния Улф“ е играна в Театър 199 от югославска трупа, а по-късно има и българска постановка. В същия театър през 2005 г. режисьорът Явор Гърдев поставя „Пиесата за бебето“.В Народния театър през 1973 г. Енчо Халачев режисира „Всичко в градината“, през 1978 г. е премиерата на „Всичко е свършено” режисура Иван Добчев, по-късно – „Морски пейзаж“ на Петър Денчев.
През 2009 г. в Народния театър „Иван Вазов“ се играе „Козата, или коя е Силвия?“, като във връзка с нейната премиера Олби посещава България. Драмата „Всичко в градината“ се играе и в Драматично-куклен театър „Сава Доброплодни“ в гр. Силистра през 1978. Режисура на Любомир Киселички, с негово участие в ролята на Рич, както и гастрол на Андрей Чапразов.
Пиесата "Случка в зоопарка" е поставяна на Камерна сцена в театър "Българска армия" с участието на Йосиф Сърчаджиев-Джери и Георги Новаков-Питър и през 1983-85 в театър "Драгомир Асенов" в гр. Монтана на Младежка сцена "Кафе-театър", режисура на Светла Чолакова, с участието на Румен Петков в ролята на Джери и Емил Митрополитски-Питър. 

## Академични отличия
- Doctor honoris causa на Университета на Маями, 14 май 1993[10]

## Творчество

### Пиеси
Пиеси, написани или адаптирани от Олби:
- The Zoo Story (1959)
- The Death of Bessie Smith (1960)
- The Sandbox (1960)
- Fam and Yam (1960)
- The American Dream (1961)
- Who's Afraid of Virginia Woolf? (1962)
- Tiny Alice (1964)
- A Delicate Balance]] (1966)
- Box and Quotations from Chairman Mao Tse-Tung (1968)
- All Over (1971)
- Seascape (1975)
- Listening (1976)
- Counting the Ways (1976)
- The Lady from Dubuque (1980)
- The Man Who Had Three Arms (1982)
- Finding the Sun (1983)
- Walking (1984)
- Envy (1985)
- Marriage Play (1987)
- Three Tall Women (1991)
- The Lorca Play (1992)
- Fragments (1993)
- The Play About the Baby (1998)
- The Goat, or Who Is Sylvia? (2000)
- Occupant (2001)
- Knock! Knock! Who's There!? (2003)
- Me Myself and I (2007)
- At Home at the Zoo (2009)

### Оперни либрета
- Bartleby (adapted from the short story by Herman Melville) (1961)
- The Ice Age (1963, uncompleted)

### Есеистика
- Stretching My Mind: Essays 1960–2005 (Avalon Publishing, 2005). ISBN 9780786716210.